# Heinz-Georg Diehl
Heinz-Georg Diehl (* 30. Mai 1935 in Mainz; † 19. Januar 2019 in Maspalomas, Gran Canaria) war ein deutscher Politiker (CDU). Er war von 1983 bis 1991 Abgeordneter im Landtag Rheinland-Pfalz.

## Leben
Diehl war Verlagskaufmann und Redakteur. 1958 bis 1963 arbeitete er als Anzeigen- und Werbeleiter bei der Mainzer Verlagsanstalt Will&Rothe KG, 1963 bis 1972 war er Hauptsachbearbeiter und stellvertretender Leiter des ZDF-Werbefernsehens und 1989 bis 2000 Geschäftsführer der Mainzer Aufbau-Gesellschaft (MAG) und der Parken in Mainz (PMG). 2001 war er Gründer einer eigenen Unternehmensberatung. Diehl war verheiratet und Vater von zwei Söhnen.

## Politik
Diehl wurde 1953 Mitglied der CDU und war ab 1958 stellvertretender Kreisvorsitzender der JU Mainz. 1967 wurde er Vorsitzender des CDU-Stadtbezirks Mainz-Grüngürtel (heute Oberstadt). 1970 wurde er Mitglied des CDU-Kreisvorstands und 1978 stellvertretender Vorsitzender der CDU Mainz. 1986 bis 1992 war er Vorsitzender des CDU-Kreisverbandes Mainz.
1963 bis 1972 und 1984 bis 1989 war er Mitglied des Stadtrats Mainz und davon 1968 bis 1972 stellvertretender Vorsitzender der CDU-Stadtratsfraktion Mainz. Dazwischen war er 1972 bis 1983 hauptamtlicher Bürgermeister der Stadt Mainz. 1985 bis 1989 war er CDU-Fraktionsvorsitzender im Mainzer Stadtrat.
1968 bis 1987 war er Kreisvorsitzender der KPV, ab 1970 Mitglied des Landesvorstands der KPV und 1987 Mitglied des KPV-Bundeshauptausschusses.
Er gehörte vom 18. Mai 1983 bis zum 20. Mai 1991 als Abgeordneter dem Landtag Rheinland-Pfalz an. Im Landtag war er Mitglied im Ausschuss für Umwelt, Innenausschuss und dem Medienpolitischen Ausschuss.
Daneben war er stellvertretender Kreisvorsitzender des DRK Mainz-Bingen, Vorsitzender des Fördervereins der Gustav-Stresemann-Wirtschaftsschule Mainz, Mitglied des Aufsichtsrats der Mainzer Aufbau-Gesellschaft (MAG), der Verbandsversammlung der Planungsgemeinschaft Rheinhessen-Nahe, der Verbandsversammlung der Sparkasse Mainz, des Aufsichtsrats der Stadtwerke Mainz AG, des Aufsichtsrats der Kraftwerke Mainz-Wiesbaden (KMW), des Beirats Parken in Mainz (PMG), des Kuratoriums der Universität Mainz und des Verwaltungsrats des Studentenwerks Mainz.

## Auszeichnungen
- Martinus-Medaille des Bistums Mainz (1980)
- Ehrenring der Stadt Mainz (1983)
- Feuerwehrehrenzeichen des Landes Rheinland-Pfalz (1983)
- Feuerwehrmedaille des deutschen Feuerwehrverbandes in Gold (1983)
- Freiherr-vom-Stein-Plakette (1988)
- Bundesverdienstkreuz am Bande (1991)
- Verdienstmedaille des DRK (1991)
- Gutenberg-Büste der Stadt Mainz (1995)
- Wirtschaftsmedaille der Landesregierung (1999)
- Denninger-Plakette der Stadt Mainz für hervorragende Verdienste um den Wirtschaftsstandort Mainz (1999)
- Konrad-Adenauer-Medaille (2003)